# Monte Stephens
Il Monte Stephens (in lingua inglese: Mount Stephens) è una prominente vetta antartica alta 2.065 m, che sormonta l'estremità occidentale della Saratoga Table, nel Forrestal Range dei Monti Pensacola, in Antartide. 
Il monte è stato mappato dall'United States Geological Survey (USGS) sulla base di rilevazioni e foto aeree scattate dalla U.S. Navy nel periodo 1956-66.
La denominazione è stata assegnata dall'Advisory Committee on Antarctic Names (US-ACAN) in onore del capitano di corvetta H.E. Stephens, della U.S. Navy, capo dell'unità del Mobile Construction Battalion One che costruì la Stazione Ellsworth tra gennaio e febbraio 1957.